# Джон Ларч
Джон Ларч (англ. John Larch), також відомий як Гаррі Ларч (англ. Harry Larch), ім'я при народженні Гарольд Аронін (англ. Harold Aronin; 4 жовтня 1914 — 16 жовтня 2005) — американський актор радіо, кіно і телебачення 1950-1970-х років.
За час своєї кар'єри Ларч знявся в таких пам'ятних фільмах, як «Історія у Фенікс-Сіті» (1955), «Слова, написані на вітрі» (1956), «Сім чоловік з цього моменту» (1956), «Вбивця на волі» (1956), «За високою стіною» (1956), «Від пекла до Техасу» (1958), «З пекла у вічність» (1960), «Як був завойований Захід» (1962), «Брудний Гаррі» (1971) і «Зіграй мені перед смертю» (1971).
Крім того, Ларч багато працював на телебаченні, зокрема, грав одну з головних ролей у серіалі «Арест і судовий розгляд» (1963—1964), а також постійні ролі другого плану в серіалах «Династія» (1982—1988) і «Даллас» (1985—1990).

## Біографія

### Ранні роки життя та служба в армії
Джон Ларч народився 4 жовтня 1914 року в Сейлемі, Массачуссетс  , його ім'я при народженні Гарольд Аронін.
Ще в дитинстві Ларч хотів стати актором. Після закінчення школи він перепробував безліч професій, у тому числі був професійним бейсболістом.
Під час Другої світової війни Ларч чотири роки служив у армії, що залишило відбиток на його емоційному стані на все життя. У 1965 році в інтерв'ю газеті The Berkshire Eagle він розповідав про те, наскільки складно йому було звикнути до громадянського життя: «Що було моєю проблемою на той час? Та все. Я шукав пояснення тим чотирьом рокам, які втратив на службі. Я також намагався знайти сенс у тих масових вбивствах, які мали місце. Я намагався знову знайти ідеали, які в мене колись були. Світ був мені огидний — світ, де цивільні люди поводилися так, ніби не було всесвітньої масової різанини».

### Кар'єра на радіо
Ларч став актором у 38 років. Вперше він звернув на себе увагу на радіо в ролі капітана в науково-фантастичному серіалі «Старр з космосу» (1953—1954) .

### Кар'єра на телебаченні
1953 року Ларч вперше зіграв на телебаченні в епізоді політичного драматичного серіалу «Я вів три життя», який розповідав про людину, що «за дорученням ФБР проникла в комуністичну партію, придбавши сумнівну репутацію улюбленця підлітка Лі Харві Освальда». Дебютний рік Ларча на телебаченні був заповнений роботою, до кінця року він зіграв епізодичні ролі в трьох епізодах детективного серіалу «Облава», а також у трьох епізодах історичного драматичного серіалу «Ви знаходитесь там» і в одному епізоді фантастичного серіалу «Космічний патруль».
У наступні роки Ларч працював у вестернах, кримінальних та науково-фантастичних серіалах 1950-1960-х років. Зокрема, до кінця 1950-х років Ларч зіграв у таких серіалах, як «Медик» (1954), «Самотній вовк» (1954), «Громадський захисник» (1955), «Велике місто» (1955), «Лист до Лоретти» (1955), «Мільйонер» (1956), «Кульмінація» (1957), «Неспокійна зброя» (1957—1958, 4 епізоди), кримінальний серіал «Досьє Волтера Вінчела» (1958), де в чотирьох епізодах він зіграв роль лейтенанта Майклза, «Бет Мастерсон» (1959), «Бонанза» (1959) і «Натягнутий канат» (1959). Крім цього, у 1955—1961 роках Ларч зіграв різні ролі в популярних вестерн-серіалах «Димок зі ствола» (1955—1961, 7 епізодів), «Караван возів» (1958—1962, 4 епізоди) та ін.
У 1960-ті роки Ларч грав постійну роль помічника окружного прокурора Джеррі Міллера в 29 епізодах щотижневої кримінальної драми «Арешт і судовий розгляд» (1963—1964) . Крім того, Ларч запам'ятався роллю тихого, обережного батька злочинного юнака з телекінетичними здібностями (Білл М'юмі) у класичному епізоді фантастичного серіалу «Сутінкова зона» (1961), а також по ролі морського капітана у військовому серіалі «Конвой» (1965). В епізоді фантастичного трилера «Загарбники» (1967) він був помітним у ролі офіцера поліції, який спочатку скептично сприймає слова головного героя про пришестя інопланетян, але потім вирішує йому допомогти.
У 1960—1970-ті роки Ларч також зіграв в окремих епізодах серіалів «Ларамі» (1960—1962, 2 епізоди), «Стрілок» (1961), «Недоторканні» (1961—1962, 2 епізоди), « Альфред Хічкок представляє» (1962), «Бен Кейсі» (1962—1963, 2 епізоди), «Оголене місто» (1962—1963, 3 епізоди), «Втікач» (1964—1967, 2 епізоди), «Агенти А. Н. К. Л.» (1967), «Деніел Бун» (1967), « ФБР» (1966—1972, 2 епізоди), «Айронсайд» (1967—1975, 2 епізоди), «Місія нездійсненна» (1970—1972, 2 епізоди), «Кеннон» (1972—1973, 3 епізоди), «Вулиці Сан-Франциско» (1974), «Жінка-поліцейський» (1974) та «Медексперт Квінсі» (1979).
У 1980-і роки у Ларча були постійні ролі у двох популярних мильних операх — «Династія» (1982—1988, 7 епізодів) і «Даллас» (1985—1980, 7 епізодів), після чого завершив свою кар'єру.

### Кар'єра у кінематографі
Ларч дебютував у кіно в 1954 році в ролі найманого вбивці у вестерні «Гіркий струмок» (1954) і в ролі детектива поліції (без зазначення в титрах) в мелодрамі «Це моя любов» (1954) з Ліндою Дарнелл у головній ролі.
У 1955 році Ларч зіграв у семи фільмах, п'ять із яких були фільмами жанру нуар. Усі його ролі в нуарах були невеликими, і його ім'я не було вказано у титрах. Так, у стрічках «Вузьке місце» (1955) та «П'ятеро проти казино» (1955) він зіграв детектива поліції, у фільмі «Гола вулиця» (1955) він був сержантом у поліцейській дільниці, а у фільмі «Беззаконня» (1955) — співробітником прокуратури . Свою найбільш значну роль небезпечного бандита на службі у корумпованої міської верхівки він зіграв у викривальному фільмі нуар «Історія у Фенікс-Сіті» (1955). Поряд з іншими акторськими роботами в цьому фільмі оглядач «Нью-Йорк таймс» Бослі Краузер відзначив і «блискучу гру Ларча в ролі жорстокого громили».
Через рік Ларч зіграв роль дрібного бандита, який заводить роман з однією з головних героїнь, у зоряній мелодрамі Дугласа Сірка «Слова, написані на вітрі» (1956), а також ватажка банди розбійників у вестерні Бадда Беттікера «Сім людей з цього моменту» (1956) . У тому ж році Беттікер зняв Ларча у своєму фільмі нуар «Вбивця на волі» (1956), давши йому важливу роль колишнього сержанта, якого з помсти вбиває банківський службовець, з якого той знущався під час служби в армії. В іншому фільмі нуар «За високою стіною» (1956) Ларч зіграв ув'язненого, який двічі робить спроби втечі з в'язниці, при цьому в першому випадку він отримує поранення і опиняється у тюремному шпиталі, а при другій спробі його в результаті вбивають. Журнал Noir of the Week у своїй рецензії на фільм відзначив «хорошу гру Ларча в ролі одного з карних злочинців».
У 1956—1958 роках Ларч зіграв у серії вестернів, серед них «Зброя для боягуза» (1956) з Фредом Макмюрреєм, «Людина з Дель Ріо» (1956) з Ентоні Квінном, «Людина в тіні» (1957) з Джеффом Чендлером і Орсоном Веллсом, «Куантес» (1957), знову з Макмюрреєм, «Від пекла у Техас» (1958) і «Сага Гемпа Брауна» (1958).
У 1960-і роки Ларч зіграв загалом у семи фільмах, найбільш значущими серед яких були військова драма «З пекла у вічність» (1960), епічний вестерн «Як підкорили Захід» (1962), де у нього була невелика роль без вказівки в титрах, сімейний пригодницький фільм «Диво білих жеребців» (1963), в якому він зіграв генерала Джорджа Паттона та пригодницька комедія «Команда руйнівників» (1968), де Ларч зіграв шефа секретної служби, під керівництвом якого працює суперагент Метт Хелм (Дін Мартін).
Завдяки дружбі з актором і режисером Клінтом Іствудом Ларч зіграв у двох його картинах. Так, у класичному детективному трилері «Брудний Гаррі»(1971) Ларч грав шефа поліцейської дільниці, під керівництвом якого служить Гаррі Калаган (Іствуд), а у фільмі «Зіграй мені перед смертю» (1972) — сержанта поліції, якого вбиває психічно хвора героїня. До кінця кінокар'єри Ларч зіграв у вестернах «Санті» (1973) з Гленном Фордом і «Підставлений»(1975) з Джо Доном Бейкером, а також у класичному горорі «Жах Амітивіля»(1978), де він зіграв священика, і фантастичній комедії «Аероплан II: продовження» (1982), де він зіграв обвинувача у суді. Ця картина стала останньою роботою Ларча в кіно .

### Смерть
Джон Ларч помер 16 жовтня 2005 року у Вудленд-Гіллз, Лос-Анджелес, Каліфорнія, у віці 91 року .

## Вибрана фільмографія
- Димок зі ствола (1955) — Клей, (1961) — Шенкс
- Як підкорили Захід (1962) — Граймз
- Зіграй мені перед смертю (1971) — Сержант Маккалум
- Брудний Гаррі (1971) — Шеф
- Жах Амітивіля (1979) — Отець Нунціо

## Акторське амплуа та оцінка творчості
Джона Ларча характеризують як «миттєво впізнаваного характерного актора з картопляним носом і зморшкуватим обличчям, яким з однаковою силою міг грати як добропорядних, і небезпечних персонажів. Його авторитарний тип особистості та поведінка призводили до того, що його зазвичай брали на ролі офіцерів поліції, військових, адвокатів чи політиків, багато з яких виявлялися корупціонерами чи відвертими бандитами».
Як зазначав історик кіно Гел Еріксон, Ларч мав «відкрите обличчя і широкий ніс. Прийшовши в кіно у 1954 році, він грав головним чином у вестернах та пригодницьких стрічках». Він також часто грав у фільмах жанру нуар і картинах, що викривають злочинність, де виступав як у ролі чесних копів, так і нечистих на руку ділків.
Загалом Ларч зіграв у Голлівуді в 34 фільмах, а також 128 ролей на телебаченні.

## Особисте життя
Джон Ларч був одружений з актрисою Віві Дженісс, їхній шлюб продовжився з 1955 року до її смерті в 1988 році. Вони зіграли разом в епізодах семи телесеріалів, серед них «Ви знаходитесь там» (1955), «Веллс-Фарго» (1959), «Караван возів» (1960), «Шосе 66» (1960), «Театр Goodyear» (1960).), «Нове покоління» (1961) та «Гаваї 5-0» (1968), а також у короткометражному фільмі «Сторінки смерті» (1962).